# Richard Ewen Borcherds
Richard E. Borcherds (n. 29 de noviembre de 1959 en Ciudad del Cabo, Sudáfrica) es un matemático que trabaja actualmente en Berkeley. Pasó su infancia en Birmingham. En 1977 obtuvo medalla de plata en la olimpiada internacional de matemáticas, y al año siguiente obtuvo la medalla de oro. El 28 de agosto de 1998 recibió la Medalla Fields por demostrar la conjetura moonshine, que es el centro del campo de investigación llamado monstrous moonshine.
- Datos: Q334010
- Multimedia: Richard Borcherds / Q334010